# 維也納路標和信號公約

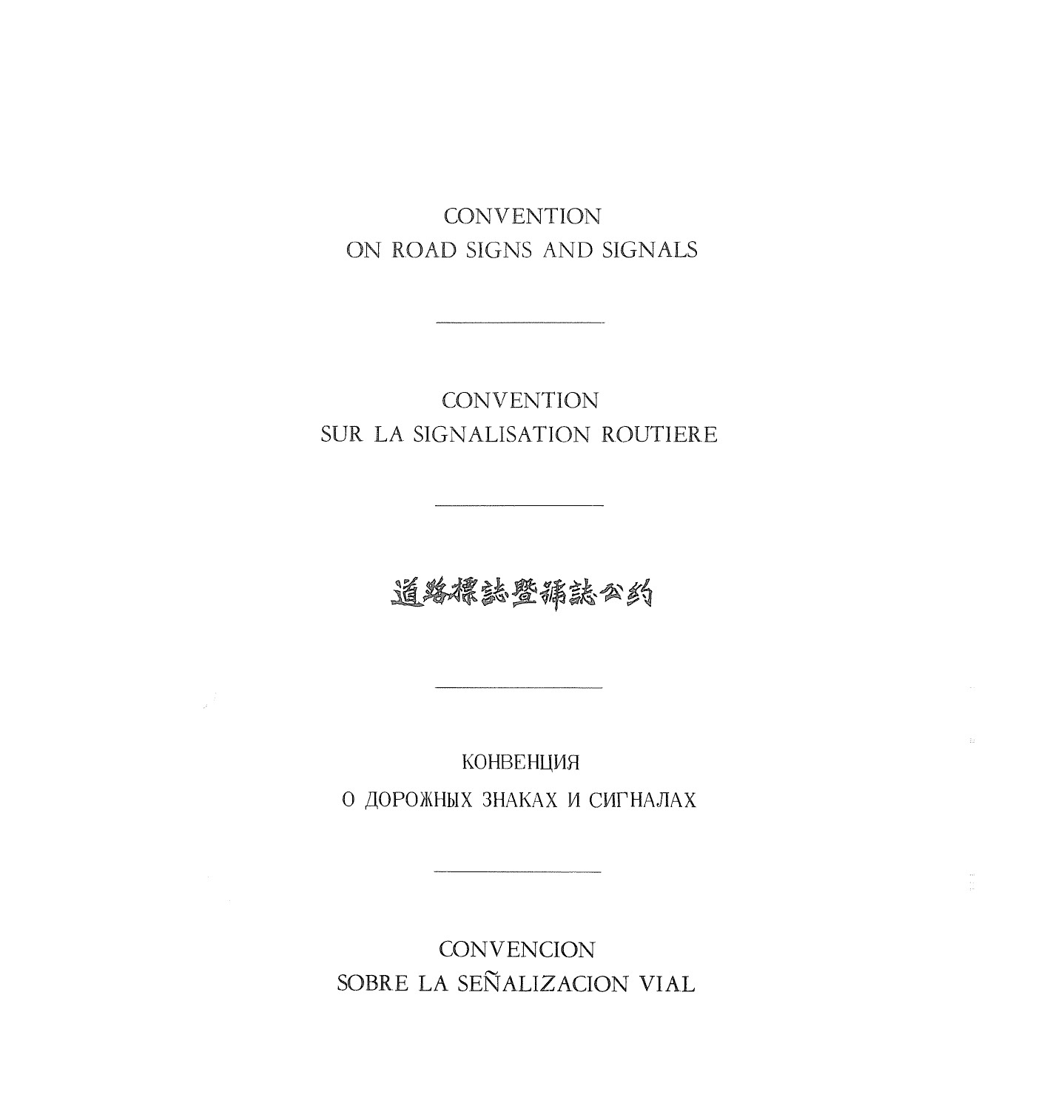
維也納《道路標誌暨號誌公約》扉頁

路標和信號公約（又稱維也納路標和信號公約）是多邊條約，旨在提升道路安全並將國際間使用的道路交通標示系統（交通標誌、交通燈號及道路標示）標準化以協助國際道路交通。
聯合國經濟及社會理事會於1968年10月7日至11月8日期間在維也納道路交通會議上通過該公約，1968年11月8日在維也納締結公約並於1978年6月6日施行。該會議亦締結了維也納道路交通公約，將國際交通法規標準化以補充立法。
該公約修訂並大幅延續了1949年日內瓦路標和信號協定的內容，其內容基於1931年的日內瓦路標統一公約。
2003年採用了關於交通標誌的易讀性、圓環的優先權及為改善隧道內安全而設計的新標誌等修訂條款。
20世紀中期，維也納公約及日內瓦協定均反映了道路交通標示上逐漸形成的共識（主要在歐洲地區）。歐洲以外的大部份地區不採用任一條約，而是維持他們各自的道路交通標示系統。舉例來說，美國的道路交通管理標誌統一守則（MUTCD）沒有按照維也納公約規定的標誌政策；例如速限和禁止停車的標誌是其中最明顯的差異。為了盡可能讓更多國家接受該公約，該公約允許一些變化；例如危險警告標誌可以是三角形或方菱形而道路標示可以是白色或黃色。
另一個替代公約是南部非洲發展共同體（SADC）提供的SADC-RTSM，使用國是南部非洲的十個國家。其規定與原則在維也納公約中有許多相似之處。

## 規定

### 路標
該公約中的第5條將所有路標分成不同類別：
- 危險警告標誌
- 規範標誌
  - 優先標誌
  - 禁止或限制標誌
  - 強制標誌
  - 特殊規範標誌
- 資訊標誌
  - 資訊、設施或服務標誌
  - 方向、位置或指示標誌
    - 預告方向標誌
    - 方向標誌
    - 道路識別標誌
    - 地點識別標誌
    - 確認標誌
    - 指示標誌

  - 其他標誌牌

條約中說明了每種類別的標誌所應用的顏色、尺寸及形狀。
| 標誌類別                       | 形狀                | 底面         | 邊框              | 尺寸                                             | 符號                                         | 範例         |
| 危險警告標誌                   | 危險警告標誌        | 危險警告標誌 | 危險警告標誌      | 危險警告標誌                                     | 危險警告標誌                                 | 危險警告標誌 |
| ------------------------------ | ------------------- | ------------ | ----------------- | ------------------------------------------------ | -------------------------------------------- | ------------ |
| 危險警告標誌                   | 正三角形            | 白色或黃色   | 紅色              | 0.9公尺（大）、0.6公尺（小）                     | 黑色或深藍色                                 |              |
| 危險警告標誌                   | 菱形                | 黃色         | 黑色              | 0.6公尺（大）、0.4公尺（小）                     | 黑色或深藍色                                 |              |
| 規範標誌－優先標誌             |                     |              |                   |                                                  |                                              |              |
| 讓路標誌                       | 倒正三角形          | 白色或黃色   | 紅色              | 0.9公尺（大）、0.6公尺（小）                     | 無                                           |              |
| 停車標誌                       | 八角形              | 紅色         | 白色              | 0.9公尺（大）、0.6公尺（小）                     | 白色的STOP†                                  |              |
| 停車標誌                       | 圓形                | 白色或黃色   | 紅色              | 0.9公尺（大）、0.6公尺（小）                     | 藍色或黑色的STOP†於紅色倒三角形內            |              |
| 優先道路                       | 菱形                | 白色         | 黑色              | 0.5公尺（大）、0.35公尺（小）                    | 黃色正方形                                   |              |
| 優先權終止                     | 菱形                | 白色         | 黑色              | 0.5公尺（大）、0.35公尺（小）                    | 黃色正方形與其上方的灰色或黑色對角線         |              |
| 對向交通優先                   | 圓形                | 白色或黃色   | 紅色              | 未指定                                           | 黑色箭頭表示優先方向；紅色箭頭表示非優先方向 |              |
| 本向交通優先                   | 矩形                | 藍色         | 無                | 未指定                                           | 白色箭頭表示優先方向；紅色箭頭表示非優先方向 |              |
| 規範標誌－禁止或限制標誌       |                     |              |                   |                                                  |                                              |              |
| 標準禁止                       | 圓形                | 白色或黃色   | 紅色              | 0.6公尺（大）、0.4公尺（小）                     | 多樣                                         |              |
| 停車禁止                       | 圓形                | 藍色         | 紅色              | 0.6公尺（大）、0.2公尺（小）                     | 多樣                                         |              |
| 禁止終止                       | 圓形                | 白色或黃色   | 無                | 0.6公尺（大）、0.4公尺（小）                     | 黑色、藍色或灰色對角線                       |              |
| 規範標誌－強制標誌             |                     |              |                   |                                                  |                                              |              |
| 標準強制                       | 圓形                | 藍色         | 無或白色          | 0.6公尺（大）、0.4公尺（小） 、0.3公尺（非常小） | 多樣，白色                                   |              |
| 標準強制                       | 圓形                | 白色         | 紅色              | 0.6公尺（大）、0.4公尺（小） 、0.3公尺（非常小） | 多樣，黑色                                   |              |
| 規範標誌－特殊規範標誌         |                     |              |                   |                                                  |                                              |              |
| 所有標誌                       | 矩形                | 藍色         | 未指定            | 未指定                                           | 多樣，白色                                   |              |
| 所有標誌                       | 矩形                | 淺色         | 未指定            | 未指定                                           | 多樣，黑色                                   |              |
| 資訊標誌－資訊、設施或服務標誌 |                     |              |                   |                                                  |                                              |              |
| 所有標誌                       | 未指定              | 藍色或綠色   | 未指定            | 未指定                                           | 多樣，於白色或黃色矩形                       |              |
| 資訊標誌－方向、位置或指示標誌 |                     |              |                   |                                                  |                                              |              |
| 資訊標誌                       | 矩形，有時 帶有箭頭 | 淺色         | 未指定            | 未指定                                           | 多樣，深色                                   |              |
| 資訊標誌                       | 矩形，有時 帶有箭頭 | 深色         | 未指定            | 未指定                                           | 多樣，淺色                                   |              |
| 高速公路                       | 矩形                | 藍色或綠色   | 未指定            | 未指定                                           | 多樣，白色                                   |              |
| 臨時性                         | 矩形                | 黃色或橘色       | 未指定            | 未指定                                           | 多樣，黑色                                   |              |
| 資訊標誌－其他標誌牌           |                     |              |                   |                                                  |                                              |              |
| 所有標誌牌                     | 未指定              | 白色或黃色   | 黑色、藍色 或紅色 | 未指定                                           | 多樣，黑色或深藍色                           |              |
| 所有標誌牌                     | 未指定              | 黑色或深藍色 | 白色或黃色        | 未指定                                           | 多樣，白色或黃色                             |              |
| 標誌類別                       | 形狀                | 底面         | 邊框              | 尺寸                                             | 符號                                         | 範例         |

† 可以英語或國家語言書寫。
該規定指定了可以使用的符號、圖形或用以表達該個訊息的設計方針。當某個標誌被容許以多過一個款式出現時，該國必須把全國同類型的標誌統一為同一款式。所有標誌，除該標誌並非於晚間使用，否則必須被設計成於漆黑環境中，於一定距離內以車頭燈照射時反光。

### 道路標記
公約同時亦指定了漆於路面上的道路標記的使用。規定所有道路標記的厚度必須少於6毫米，其附帶的貓眼反光裝置的厚度不可高出路面15毫米。
標記的長度及寬度則會因其用途而有所不同，所有沒有對其尺寸作出規定。但一般築於已發展區的道路，須使用斷續虛線以方隔行車線。而連續實線則於一些特別情況下使用，例如能見度下降又或收窄的雙向車路等。
所有漆於路面上的文字必須是地方名稱，又或是一些於大部份語言當中都較容易辨認的文字訊息，如「停」（STOP）或「計程車」（TAXI）等。

### 交通燈號
公約指定了交通燈號的顏色及其含意，以及燈號使用的地方及用途等。
| 類別   | 形狀         | 顏色 | 顏色              | 位置                                                         | 含意                                 |
| ------ | ------------ | ---- | ----------------- | ------------------------------------------------------------ | ------------------------------------ |
| 不閃爍 | 單色         |      | 綠色              | 道路交叉口                                                   | 前進                                 |
| 不閃爍 | 單色         |      | 黃色              | 道路交叉口、鐵路平交道、開閉式橋樑、機場、消防局又或渡輪碼頭 | 停車（如可能）                       |
| 不閃爍 | 單色         |      | 紅色              | 道路交叉口                                                   | 停車                                 |
| 不閃爍 | 單色         |      | 紅黃二色          | 道路交叉口                                                   | 燈號即將轉換（通常轉至綠色）         |
| 不閃爍 | 左箭頭       |      | 綠色              | 道路交叉口                                                   | 只准左轉車輛前進                     |
| 不閃爍 | 右箭頭       |      | 綠色              | 道路交叉口                                                   | 只准右轉車輛前進                     |
| 不閃爍 | 上箭頭       |      | 綠色              | 道路交叉口                                                   | 只准直行車輛前進                     |
| 不閃爍 | 下箭頭       |      | 綠色              | 懸於行車線上方                                               | 車輛可使用此行車線                   |
| 不閃爍 | 交叉         |      | 紅色              | 懸於行車線上方                                               | 車輛不可使用此行車線（已封閉）       |
| 不閃爍 | 向下對角箭頭 |      | 黃色或白色        | 懸於行車線上方                                               | 行車線將於前方封閉，請依箭頭方向換線 |
| 閃動   | 單色         |      | 雙紅色 (交替閃爍) | 鐵路平交道、開閉式橋樑、機場、消防局又或渡輪碼頭             | 停車                                 |
| 閃動   | 單色         |      | 黃色 (閃爍)       | 除鐵路平交道以外任何地方                                     | 注意小心前進                         |
| 閃動   | 單色         |      | 黃色 (閃爍)       | 道路交叉口                                                   | 路權由優先使用權標誌或讓路標誌決定   |
| 閃動   | 單色         |      | 白色              | 鐵路平交道                                                   | 前進                                 |

當中閃爍紅燈只可於上述指定地方使用，否則即被視為違反條約規定。所有紅燈必須設於縱置交通燈的最上方，又或橫置交通燈上靠近迎面車輛的一方。

## 締約國
截至2022年10月為止共有71個締約國和35個簽署國(包含正在加入公約的)（按英文名稱順序）：阿尔巴尼亚、奧地利、阿塞拜疆、巴林、白俄羅斯、比利時、貝南、波斯尼亞和黑塞哥維那、巴西、保加利亞、中非共和國、智利、科特迪瓦、克羅地亞、古巴、捷克、剛果民主共和國、丹麥、厄瓜多、愛沙尼亞、芬蘭、法國、格魯吉亞、德國、迦納、希臘、蓋亞那、匈牙利、印度、伊朗、伊拉克、哈薩克、科威特、吉爾吉斯、拉脫維亞、賴比瑞亞、列支敦士登、利比亞、立陶宛、盧森堡、北馬其頓、摩爾多瓦、蒙古、黑山、摩洛哥、緬甸、荷蘭、尼日利亞、挪威、巴基斯坦、巴拉圭、菲律賓、波蘭、葡萄牙、羅馬尼亞、俄羅斯、聖馬力諾、沙烏地阿拉伯、塞內加爾、塞爾維亞、塞舌爾、塞拉利昂、斯洛伐克、斯洛文尼亞、斯里蘭卡、蘇里南、瑞典、瑞士、塔吉克、泰國、突尼西亞、土庫曼、烏克蘭、阿拉伯聯合酋長國、英國、烏茲別克、越南、委內瑞拉。
歐洲地區沒有簽署的國家包括：安道爾、冰島、愛爾蘭、馬耳他、摩納哥。